# Mike Brown (Eishockeyspieler, Juni 1985)
Michael Steven „Mike“ Brown (* 24. Juni 1985 in Northbrook, Illinois) ist ein ehemaliger US-amerikanischer Eishockeyspieler, der im Verlauf seiner aktiven Karriere zwischen 2001 und 2017 unter anderem 426 Spiele für die Vancouver Canucks, Anaheim Ducks, Toronto Maple Leafs, Edmonton Oilers, San Jose Sharks und Canadiens de Montréal in der National Hockey League auf der Position des rechten Flügelstürmers bestritten hat.

## Karriere

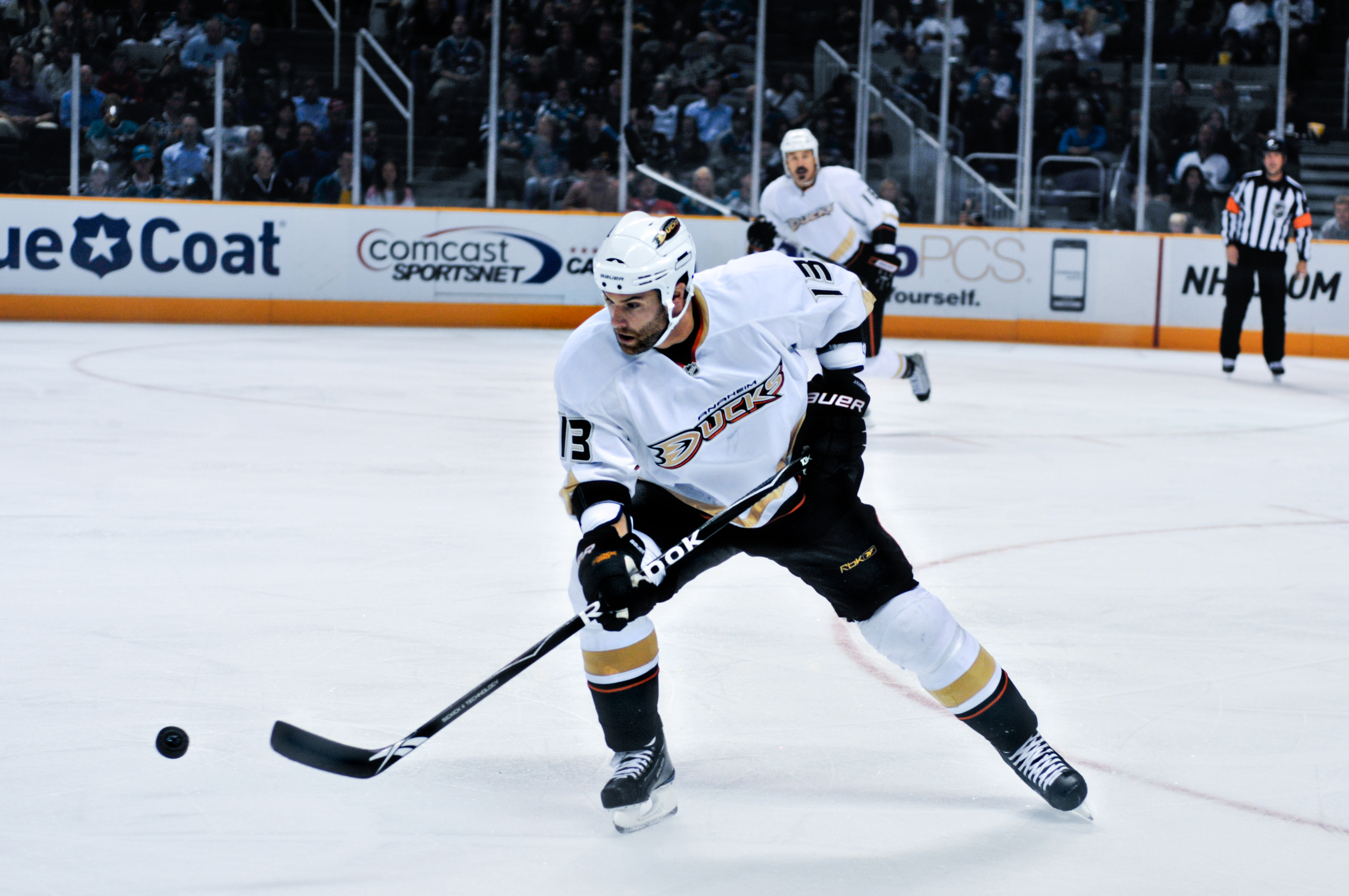
Brown im Trikot der Anaheim Ducks

Mike Brown begann seine Karriere als Eishockeyspieler im Nachwuchsförderungsprogramms des USA Hockey National Team Development Program, für das er von 2001 bis 2003 in der North American Hockey League aktiv war. Anschließend spielte er zwei Jahre im Team der University of Michigan. In dieser Zeit wurde der Angreifer im NHL Entry Draft 2004 in der fünften Runde als insgesamt 159. Spieler von den Vancouver Canucks ausgewählt. Von 2005 bis 2007 spielte Brown zunächst ausschließlich für Vancouvers Farmteam aus der American Hockey League (AHL), die Manitoba Moose, ehe er im Laufe der Saison 2007/08 sein Debüt in der National Hockey League für die Canucks gab.
Im Februar 2009 wurde der US-Amerikaner im Austausch für Nathan McIver zu den Anaheim Ducks transferiert. Für die Kalifornier stand der rechte Flügelstürmer in 116 Partien auf dem Eis, erzielte zwölf Punkte und verbrachte 191 Minuten auf der Strafbank. Am 25. Juni 2010 gaben ihn die Ducks im Austausch für ein Fünftrunden-Wahlrecht im NHL Entry Draft 2010 an die Toronto Maple Leafs ab.
Im März 2013 wurde Brown zu den Edmonton Oilers transferiert. Im Oktober desselben Jahres folgte ein erneuter Tauschhandel, der US-Amerikaner wurde im Austausch für ein Viertrunden-Wahlrecht im NHL Entry Draft 2014 zu den San Jose Sharks transferiert. Im Februar 2016 sollte Brown über den Waiver in die AHL geschickt werden, wurde dabei jedoch von den Canadiens de Montréal verpflichtet. Dort beendete er die Spielzeit. Zum Jahreswechsel 2016/17 bestritt er für die Cleveland Monsters aus der AHL seine letzten Spiele im Profibereich.

### International
Für die USA nahm Brown an der U18-Weltmeisterschaft 2003, der U20-Junioren-Weltmeisterschaft 2005 sowie an der Weltmeisterschaft 2011 teil.

## Erfolge und Auszeichnungen
- 2005 Mason-Cup-Gewinn mit der University of Michigan

## Karrierestatistik

### International
Vertrat die USA bei:
- U18-Junioren-Weltmeisterschaft 2003
- U20-Junioren-Weltmeisterschaft 2005
- Weltmeisterschaft 2011

(Legende zur Spielerstatistik: Sp oder GP = absolvierte Spiele; T oder G = erzielte Tore; V oder A = erzielte Assists; Pkt oder Pts = erzielte Scorerpunkte; SM oder PIM = erhaltene Strafminuten; +/− = Plus/Minus-Bilanz; PP = erzielte Überzahltore; SH = erzielte Unterzahltore; GW = erzielte Siegtore; 1 Play-downs/Relegation; Kursiv: Statistik nicht vollständig)